# 100 найкращих американських фільмів за 100 років за версією AFI
Список 100 найкращих американських кінофільмів версії Американського інституту кіномистецтва був складений в 1998 році, а потім поновлений у 2007.
Відбір фільмів проводився з 400 кандидатів, шляхом опитування більш ніж 1500 діячів кіноіндустрії (режисерів, сценаристів, акторів, операторів та ін), істориків кінематографа і кінокритиків.
Як і у 1998 році, в 2007 список очолив «Громадянин Кейн» Орсона Уеллса.

## Критерії відбору
Всі 100 фільмів відібрані відповідно до нижчевикладених критеріїв:
- Повнометражний фільм — фільм повинен тривати більше однієї години.
- Американський фільм — англомовний, зі значним внеском творчих та/або фінансових діячів із США.
- Визнання кінокритиками — формальне схвалення в ЗМІ.
- Лауреат престижних кінопремій — фільм повинен мати офіційну нагороду, отриману від кінокритиків або заслужену на кінофестивалі.
- Популярність — успішні касові збори, телетрансляції, відеовидання.
- Історична значущість — фільм повинен бути значущий для історії кінематографа, завдяки новаторству, художньої цінності або технічним інноваціям.
- Культурний вплив — вплив на популярну культуру і американське суспільство.

## Список
| №   | Список 1998 року                            | Режисер                                               | Рік  | Зміна позиції в порівнянні до 2007 року |  | Зміна позиції в порівнянні до 1998 року | Список 2007 року                            | Режисер                      | Рік  |
| --- | ------------------------------------------- | ----------------------------------------------------- | ---- | --------------------------------------- |  | --------------------------------------- | ------------------------------------------- | ---------------------------- | ---- |
| 1   | Громадянин Кейн                             | Орсон Уеллс                                           | 1941 | ▬                                       |  | ▬                                       | Громадянин Кейн                             | Орсон Уеллс                  | 1941 |
| 2   | Касабланка                                  | Майкл Кертіс                                          | 1942 | ▼ 1                                     |  | ▲ 1                                     | Хрещений батько                             | Френсіс Форд Коппола         | 1972 |
| 3   | Хрещений батько                             | Френсіс Форд Коппола                                  | 1972 | ▲ 1                                     |  | ▼ 1                                     | Касабланка                                  | Майкл Кертіс                 | 1942 |
| 4   | Звіяні вітром                               | Віктор Флемінг                                        | 1939 | ▼ 2                                     |  | ▲ 20                                    | Скажений бик                                | Мартін Скорсезе              | 1980 |
| 5   | Лоуренс Аравійський                         | Девід Лін                                             | 1962 | ▼ 2                                     |  | ▲ 5                                     | Співаючи під дощем                          | Стенлі Донен і Джин Келлі    | 1952 |
| 6   | Чарівник країни Оз                          | Віктор Флемінг                                        | 1939 | ▼ 4                                     |  | ▼ 2                                     | Звіяні вітром                               | Віктор Флемінг               | 1939 |
| 7   | Випускник                                   | Майк Ніколс                                           | 1967 | ▼ 10                                    |  | ▼ 2                                     | Лоуренс Аравійський                         | Девід Лін                    | 1962 |
| 8   | У порту                                     | Еліа Казан                                            | 1954 | ▼ 11                                    |  | ▲ 1                                     | Список Шиндлера                             | Стівен Спілберг              | 1993 |
| 9   | Список Шиндлера                             | Стівен Спілберг                                       | 1993 | ▲ 1                                     |  | ▲ 52                                    | Запаморочення                               | Альфред Хічкок               | 1958 |
| 10  | Співаючи під дощем                          | Стенлі Донен і Джин Келлі                             | 1952 | ▲ 5                                     |  | ▼ 4                                     | Чарівник країни Оз                          | Віктор Флемінг               | 1939 |
| 11  | Це дивовижне життя                          | Френк Капра                                           | 1946 | ▼ 9                                     |  | ▲ 65                                    | Вогні великого міста                        | Чарлі Чаплін                 | 1931 |
| 12  | Бульвар Сансет                              | Біллі Вайлдер                                         | 1950 | ▼ 4                                     |  | ▲ 84                                    | Шукачі                                      | Джон Форд                    | 1956 |
| 13  | Міст через річку Квай                       | Девід Лін                                             | 1957 | ▼ 23                                    |  | ▲ 2                                     | Зоряні війни. Епізод IV. Нова надія         | Джордж Лукас                 | 1977 |
| 14  | У джазі тільки дівчата                      | Біллі Вайлдер                                         | 1959 | ▼ 8                                     |  | ▲ 4                                     | Психо                                       | Альфред Хічкок               | 1960 |
| 15  | Зоряні війни. Епізод IV. Нова надія         | Джордж Лукас                                          | 1977 | ▲ 2                                     |  | ▲ 7                                     | 2001 рік: Космічна одіссея                  | Стенлі Кубрик                | 1968 |
| 16  | Все про Єву                                 | Джозеф Манкевич                                       | 1950 | ▼ 12                                    |  | ▼ 4                                     | Бульвар Сансет                              | Біллі Вайлдер                | 1950 |
| 17  | Африканська Королева                        | Джон Х'юстон                                          | 1951 | ▼ 48                                    |  | ▼ 10                                    | Випускник                                   | Майк Ніколс                  | 1967 |
| 18  | Психо                                       | Альфред Хічкок                                        | 1960 | ▲ 4                                     |  | Новий                                   | Генерал                                     | Клайд Бракмен і Бастер Кітон | 1927 |
| 19  | Китайський квартал                          | Роман Поланскі                                        | 1974 | ▼ 2                                     |  | ▼ 11                                    | У порту                                     | Еліа Казан                   | 1954 |
| 20  | Пролітаючи над гніздом зозулі               | Мілош Форман                                          | 1975 | ▼ 13                                    |  | ▼ 9                                     | Це дивовижне життя                          | Френк Капра                  | 1946 |
| 21  | Грона гніву                                 | Джон Форд                                             | 1940 | ▼ 2                                     |  | ▼ 2                                     | Китайський квартал                          | Роман Поланскі               | 1974 |
| 22  | 2001 рік: Космічна одіссея                  | Стенлі Кубрик                                         | 1968 | ▲ 7                                     |  | ▼ 8                                     | У джазі тільки дівчата                      | Біллі Вайлдер                | 1959 |
| 23  | Мальтійський сокіл                          | Джон Х'юстон                                          | 1941 | ▼ 8                                     |  | ▼ 2                                     | Грона гніву                                 | Джон Форд                    | 1940 |
| 24  | Скажений бик                                | Мартін Скорсезе                                       | 1980 | ▲ 20                                    |  | ▲ 1                                     | Іншопланетянин                              | Стівен Спілберг              | 1982 |
| 25  | Іншопланетянин                              | Стівен Спілберг                                       | 1982 | ▲ 1                                     |  | ▲ 9                                     | Вбити пересмішника                          | Роберт Малліган              | 1962 |
| 26  | Доктор Стренджлав                           | Стенлі Кубрик                                         | 1964 | ▼ 13                                    |  | ▲ 3                                     | Містер Сміт їде до Вашингтона               | Френк Капра                  | 1939 |
| 27  | Бонні і Клайд                               | Артур Пенн                                            | 1967 | ▼ 15                                    |  | ▲ 6                                     | Рівно опівдні                               | Фред Циннеманн               | 1952 |
| 28  | Апокаліпсис сьогодні                        | Френсіс Форд Коппола                                  | 1979 | ▼ 2                                     |  | ▼ 12                                    | Все про Єву                                 | Джозеф Манкевич              | 1950 |
| 29  | Містер Сміт їде до Вашингтона               | Френк Капра                                           | 1939 | ▲ 3                                     |  | ▲ 9                                     | Подвійна страховка                          | Біллі Вайлдер                | 1944 |
| 30  | Скарби Сьєрра-Мадре                         | Джон Х'юстон                                          | 1948 | ▼ 8                                     |  | ▼ 2                                     | Апокаліпсис сьогодні                        | Френсіс Форд Коппола         | 1979 |
| 31  | Енні Холл                                   | Вуді Аллен                                            | 1977 | ▼ 4                                     |  | ▼ 8                                     | Мальтійський сокіл                          | Джон Х'юстон                 | 1941 |
| 32  | Хрещений батько 2                           | Френсіс Форд Коппола                                  | 1974 | ▬                                       |  | ▬                                       | Хрещений батько 2                           | Френсіс Форд Коппола         | 1974 |
| 33  | Рівно опівдні                               | Фред Циннеманн                                        | 1952 | ▲ 6                                     |  | ▼ 13                                    | Пролітаючи над гніздом зозулі               | Мілош Форман                 | 1975 |
| 34  | Вбити пересмішника                          | Роберт Малліган                                       | 1962 | ▲ 9                                     |  | ▲ 15                                    | Білосніжка і семеро гномів                  | Девід Хенд                   | 1937 |
| 35  | Це сталося якось вночі                      | Френк Капра                                           | 1934 | ▼ 11                                    |  | ▼ 4                                     | Енні Холл                                   | Вуді Аллен                   | 1977 |
| 36  | Опівнічний ковбой                           | Джон Шлезінгер                                        | 1969 | ▼ 7                                     |  | ▼ 23                                    | Міст через річку Квай                       | Девід Лін                    | 1957 |
| 37  | Найкращі роки нашого життя                  | Вільям Вайлер                                         | 1946 | ▬                                       |  | ▬                                       | Найкращі роки нашого життя                  | Вільям Вайлер                | 1946 |
| 38  | Подвійна страховка                          | Біллі Вайлдер                                         | 1944 | ▲ 9                                     |  | ▼ 8                                     | Скарби Сьєрра-Мадре                         | Джон Х'юстон                 | 1948 |
| 39  | Доктор Живаго                               | Девід Лін                                             | 1965 | Вибув                                   |  | ▼ 13                                    | Доктор Стренджлав                           | Стенлі Кубрик                | 1964 |
| 40  | На північ через північний захід             | Альфред Хічкок                                        | 1959 | ▼ 15                                    |  | ▲ 15                                    | Звуки музики                                | Роберт Уайз                  | 1965 |
| 41  | Вестсайдська історія                        | Джером Роббінс і Роберт Уайз                          | 1961 | ▼ 10                                    |  | ▲ 2                                     | Кінг-Конг                                   | Меріан Купер і Ернст Шодсак  | 1933 |
| 42  | Вікно у двір                                | Альфред Хічкок                                        | 1954 | ▼ 6                                     |  | ▼ 15                                    | Бонні і Клайд                               | Артур Пенн                   | 1967 |
| 43  | Кінг-Конг                                   | Меріан Купер і Ернст Шодсак                           | 1933 | ▲ 2                                     |  | ▼ 7                                     | Опівнічний ковбой                           | Джон Шлезінгер               | 1969 |
| 44  | Народження нації                            | Девід Гріффіт                                         | 1915 | Вибув                                   |  | ▲ 7                                     | Філадельфійська історія                     | Джордж Кьюкор                | 1940 |
| 45  | Трамвай «Бажання»                           | Еліа Казан                                            | 1951 | ▼ 2                                     |  | ▲ 24                                    | Шейн                                        | Джордж Стівенс               | 1953 |
| 46  | Механічний апельсин                         | Стенлі Кубрик                                         | 1971 | ▼ 24                                    |  | ▼ 11                                    | Це сталося якось вночі                      | Френк Капра                  | 1934 |
| 47  | Таксист                                     | Мартін Скорсезе                                       | 1976 | ▼ 5                                     |  | ▼ 2                                     | Трамвай "Бажання"                           | Еліа Казан                   | 1951 |
| 48  | Щелепи                                      | Стівен Спілберг                                       | 1975 | ▼ 8                                     |  | ▼ 6                                     | Вікно у двір                                | Альфред Хічкок               | 1954 |
| 49  | Білосніжка і семеро гномів                  | Девід Хенд                                            | 1937 | ▲ 15                                    |  | Новий                                   | Нетерпимість                                | Девід Гріффіт                | 1916 |
| 50  | Бутч Кессіді і Санденс Кід                  | Джордж Рой Хілл                                       | 1969 | ▼ 23                                    |  | Новий                                   | Володар перснів: Братерство персня          | Пітер Джексон                | 2001 |
| 51  | Філадельфійська історія                     | Джордж Кьюкор                                         | 1940 | ▲ 7                                     |  | ▼ 10                                    | Вестсайдська історія                        | Джером Роббінс і Роберт Уайз | 1961 |
| 52  | Відтепер і на віки віків                    | Фред Циннеманн                                        | 1953 | Вибув                                   |  | ▼ 5                                     | Таксист                                     | Мартін Скорсезе              | 1976 |
| 53  | Амадей                                      | Мілош Форман                                          | 1984 | Вибув                                   |  | ▲ 26                                    | Мисливець на оленів                         | Майкл Чіміно                 | 1978 |
| 54  | На західному фронті без змін                | Льюїс Майлстоун                                       | 1930 | Вибув                                   |  | ▲ 2                                     | Військово-польовий госпіталь МЕШ            | Альтман Роберт               | 1970 |
| 55  | Звуки музики                                | Роберт Уайз                                           | 1965 | ▲ 15                                    |  | ▼ 15                                    | На північ через північний захід             | Альфред Хічкок               | 1959 |
| 56  | Військово-польовий госпіталь МЕШ            | Альтман Роберт                                        | 1970 | ▲ 2                                     |  | ▼ 8                                     | Щелепи                                      | Стівен Спілберг              | 1975 |
| 57  | Третя людина                                | Керол Рід                                             | 1949 | Вибув                                   |  | ▲ 21                                    | Роккі                                       | Джон Евілдсен                | 1976 |
| 58  | Фантазія                                    | Семюель Армстронг, Джеймс Елгар, Білл Робертс та інші | 1940 | Вибув                                   |  | ▲ 16                                    | Золота лихоманка                            | Чарлі Чаплін                 | 1925 |
| 59  | Бунтівник без причини                       | Ніколас Рей                                           | 1955 | Вибув                                   |  | Новий                                   | Нешвілл                                     | Альтман Роберт               | 1975 |
| 60  | Індіана Джонс: У пошуках втраченого ковчега | Стівен Спілберг                                       | 1981 | ▼ 6                                     |  | ▲ 25                                    | Качиний суп                                 | Лео Маккері                  | 1933 |
| 61  | Запаморочення                               | Альфред Хічкок                                        | 1958 | ▲ 52                                    |  | Новий                                   | Мандри Саллівана                            | Престон Старджес             | 1941 |
| 62  | Тутсі                                       | Сідні Поллак                                          | 1982 | ▼ 7                                     |  | ▲ 15                                    | Американські графіті                        | Джордж Лукас                 | 1973 |
| 63  | Диліжанс                                    | Джон Форд                                             | 1939 | Вибув                                   |  | Новий                                   | Кабаре                                      | Боб Фосс                     | 1972 |
| 64  | Близькі контакти третього ступеня           | Стівен Спілберг                                       | 1977 | Вибув                                   |  | ▲ 2                                     | Телемережа                                  | Сідні Люмет                  | 1976 |
| 65  | Мовчання ягнят                              | Джонатан Деммі                                        | 1991 | ▼ 9                                     |  | ▼ 48                                    | Африканська Королева                        | Джон Х'юстон                 | 1951 |
| 66  | Телемережа                                  | Сідні Люмет                                           | 1976 | ▲ 2                                     |  | ▼ 6                                     | Індіана Джонс: У пошуках втраченого ковчега | Стівен Спілберг              | 1981 |
| 67  | Маньчжурський кандидат                      | Джон Френкінгеймер                                    | 1962 | Вибув                                   |  | Новий                                   | Хто боїться Вірджинії Вульф?                | Майк Ніколс                  | 1966 |
| 68  | Американець в Парижі                        | Вінсент Міннеллі                                      | 1951 | Вибув                                   |  | ▲ 30                                    | Непрощений                                  | Клінт Іствуд                 | 1992 |
| 69  | Шейн                                        | Джордж Стівенс                                        | 1953 | ▲ 24                                    |  | ▼ 7                                     | Тутсі                                       | Сідні Поллак                 | 1982 |
| 70  | Французький зв'язковий                      | Вільям Фрідкін                                        | 1971 | ▼ 23                                    |  | ▼ 24                                    | Механічний апельсин                         | Стенлі Кубрик                | 1971 |
| 71  | Форрест Гамп                                | Роберт Земекіс                                        | 1994 | ▼ 5                                     |  | Новий                                   | Врятувати рядового Раяна                    | Стівен Спілберг              | 1998 |
| 72  | Бен-Гур                                     | Вільям Вайлер                                         | 1959 | ▼ 28                                    |  | Новий                                   | Втеча з Шоушенка                            | Френк Дарабонт               | 1994 |
| 73  | Буремний перевал                            | Вільям Вайлер                                         | 1939 | Вибув                                   |  | ▼ 23                                    | Бутч Кессіді і Санденс Кід                  | Джордж Рой Хілл              | 1969 |
| 74  | Золота лихоманка                            | Чарлі Чаплін                                          | 1925 | ▲ 16                                    |  | ▼ 9                                     | Мовчання ягнят                              | Джонатан Деммі               | 1991 |
| 75  | Той, що танцює з вовками                    | Кевін Костнер                                         | 1990 | Вибув                                   |  | Новий                                   | Спекотної ночі                              | Норман Джуїсон               | 1967 |
| 76  | Вогні великого міста                        | Чарлі Чаплін                                          | 1931 | ▲ 65                                    |  | ▼ 5                                     | Форрест Гамп                                | Роберт Земекіс               | 1994 |
| 77  | Американські графіті                        | Джордж Лукас                                          | 1973 | ▲ 15                                    |  | Новий                                   | Вся президентська рать                      | Алан Пакула                  | 1976 |
| 78  | Роккі                                       | Джон Евілдсен                                         | 1976 | ▲ 21                                    |  | ▲ 3                                     | Нові часи                                   | Чарлі Чаплін                 | 1936 |
| 79  | Мисливець на оленів                         | Майкл Чіміно                                          | 1978 | ▲ 26                                    |  | ▲ 1                                     | Дика банда                                  | Сем Пекінпа                  | 1969 |
| 80  | Дика банда                                  | Сем Пекінпа                                           | 1969 | ▲ 1                                     |  | ▲ 13                                    | Квартира                                    | Біллі Вайлдер                | 1960 |
| 81  | Нові часи                                   | Чарлі Чаплін                                          | 1936 | ▲ 3                                     |  | Новий                                   | Спартак                                     | Стенлі Кубрик                | 1960 |
| 82  | Гігант                                      | Джордж Стівенс                                        | 1956 | Вибув                                   |  | Новий                                   | Схід: Пісня двох людей                      | Фрідріх Вільгельм Мурнау     | 1927 |
| 83  | Взвод                                       | Олівер Стоун                                          | 1986 | ▼ 3                                     |  | Новий                                   | Титанік                                     | Джеймс Кемерон               | 1997 |
| 84  | Фарґо                                       | Брати Коен                                            | 1996 | Вибув                                   |  | ▲ 4                                     | Безтурботний їздець                         | Денніс Гоппер                | 1969 |
| 85  | Качиний суп                                 | Лео Маккері                                           | 1933 | ▲ 25                                    |  | Новий                                   | Ніч в опері                                 | Сем Вуд                      | 1935 |
| 86  | Заколот на Баунті                           | Френк Ллойд                                           | 1935 | Вибув                                   |  | ▼ 3                                     | Взвод                                       | Олівер Стоун                 | 1986 |
| 87  | Франкенштейн                                | Джеймс Вейл                                           | 1931 | Вибув                                   |  | Новий                                   | 12 розгніваних чоловіків                    | Сідні Люмет                  | 1957 |
| 88  | Безтурботний їздець                         | Денніс Гоппер                                         | 1969 | ▲ 4                                     |  | ▲ 9                                     | Виховання крихітки                          | Говард Гоукс                 | 1938 |
| 89  | Паттон                                      | Франклін Шеффнер                                      | 1970 | Вибув                                   |  | Новий                                   | Шосте відчуття                              | М. Найт Ш'ямалан             | 1999 |
| 90  | Співак джазу                                | Алан Кросленд                                         | 1927 | Вибув                                   |  | Новий                                   | Час свінгу                                  | Джордж Стівенс               | 1936 |
| 91  | Моя чарівна леді                            | Джордж Кьюкор                                         | 1964 | Вибув                                   |  | Новий                                   | Вибір Софії                                 | Алан Пакула                  | 1982 |
| 92  | Місце під сонцем                            | Джордж Стівенс                                        | 1951 | Вибув                                   |  | ▲ 2                                     | Славні хлопці                               | Мартін Скорсезе              | 1990 |
| 93  | Квартира                                    | Біллі Вайлдер                                         | 1960 | ▲ 13                                    |  | ▼ 23                                    | Французький зв'язковий                      | Вільям Фрідкін               | 1971 |
| 94  | Славні хлопці                               | Мартін Скорсезе                                       | 1990 | ▲ 2                                     |  | ▲ 1                                     | Кримінальне чтиво                           | Квентін Тарантіно            | 1994 |
| 95  | Кримінальне чтиво                           | Квентін Тарантіно                                     | 1994 | ▲ 1                                     |  | Новий                                   | Останній кіносеанс                          | Пітер Богданович             | 1971 |
| 96  | Шукачі                                      | Джон Форд                                             | 1956 | ▲ 84                                    |  | Новий                                   | Роби, як треба!                             | Спайк Лі                     | 1989 |
| 97  | Виховання крихітки                          | Говард Гоукс                                          | 1938 | ▲ 9                                     |  | Новий                                   | Той, хто біжить по лезу                     | Рідлі Скотт                  | 1982 |
| 98  | Непрощений                                  | Клінт Іствуд                                          | 1992 | ▲ 30                                    |  | ▲ 2                                     | Янкі Дудл Денді                             | Майкл Кертіс                 | 1942 |
| 99  | Вгадай, хто прийде на обід?                 | Стенлі Крамер                                         | 1967 | Вибув                                   |  | Новий                                   | Історія іграшок                             | Джон Лассетер                | 1995 |
| 100 | Янкі Дудл Денді                             | Майкл Кертіс                                          | 1942 | ▲ 2                                     |  | ▼ 28                                    | Бен-Гур                                     | Вільям Вайлер                | 1959 |

## Зміни
- Переважна більшість кінострічок, що увійшли в початковий список 1998, змінили свої позиції: рейтинги 36 фільмів збільшилися, а рейтинги 38 кінокартин знизилися. Незмінними залишилися позиції лише трьох фільмів: «Громадянин Кейн», «Хрещений батько 2» і «Найкращі роки нашого життя».
- Найстаріший у початковому списку фільм «Народження нації» (1915) вибув із займаної ним 44 позиції, проте в нову редакцію списку потрапив інший фільм Девіда Гріффіта — «Нетерпимість» 1916 року, який зайняв 49-у позицію і є найстарішим серед перелічених у списку 2007 року.
- На зміну вибулого зі списку «Фарґо», який був найпізнішим творінням кінематографа у версії списку 1998 року, прийшов «Володар перснів: Хранителі Персня» і став єдиним фільмом зі списку, що вийшов в 2000-ті роки.
- Серед «новачків» найвищої позиції був удостоєний «Генерал» Клайда Бракмена і Бастера Кітона. Серед вибулих зі списку найвищу позицію займав «Доктор Живаго» Девіда Ліна.
- Найбільший «зліт» спостерігається у зміні позиції «Шукачів» Джона Форда, що піднялися з 92 місця на 12-е. Нижче всіх спустилася у списку «Африканська Королева» Джона Х'юстона, яка перемістилася з 17-ї на 65-у позицію.
- Фільм «Качиний суп» з братами Маркс у головних ролях, перемістившись на 25 позицій вгору з 85 місця, змінився іншим фільмом — «Ніч в опері», в якому головні ролі виконують учасники того ж комедійного квінтету.
- 73 з представлених у списку фільмів номінувалися на «Оскар» у категорії «Найкращий фільм» і 30 з них перемогли. У первинному списку 1998 року були присутні 33 фільми-лауреати премії «Оскар».
- У списку 2007 року вісім фільмів з першої десятки були свого часу номіновані на отримання «Оскара» в категорії «Найкращий фільм». П'ять з восьми номінантів були удостоєні нагороди. У первинному списку 1998 року в першу десятку потрапили дев'ять номінантів премії «Оскар», шість з яких отримали нагороду.
- У кожну з двох редакцій списку потрапили дві анімаційні роботи. 1998 року ними були: «Білосніжка і семеро гномів» на 49-й позиції і «Фантазія» на 58-й. 2007 року у списку залишився мультфільм «Білосніжка і семеро гномів», що піднявся до 34-ї позиції, «Фантазія» вибула, а 99-у позицію зайняла «Історія іграшок».